# Ulpiana
Ulpiana egy ókori római város volt a mai Koszovó területén, Gračanica városa közelében. Egy másik közeli város, Lipljan neve az eredeti római településre utal.
A várost Sztrabón földrajztudós írásai „régi város” néven említik. Ulpiana nevét Marcus Ulpianus Traianusról kapta. A város kulcsfontosságú állomása volt az Égei-tengert a Dunával összekötő kereskedelmi útvonalnak, és tovább az Adriától a Dunán lefelé vezető úton Ratiariáig. Ulpiana közelében számos bányában bányásztak ezüstöt.
A Notitia Dignitatum dokumentum szerint egy római helyőrség tartózkodott a városban. A Diocletianus császár vezette regionális közigazgatás reformjával Ulpiana lett az újonnan megalakult Dardania tartomány fővárosa és egyben a püspöki székhely is. 479- ben Nagy Theodorik vezette háromezer gót kifosztotta és elpusztította a várost.
Marcellinus comes bizánci történész krónikája és írásai szerint 518-ban egy pusztító földrengés több várost elpusztított Dardániában. Ulpiana városa jelentős károkat szenvedett. Justinianus császár újjáépítette a várost és erődítményeit.
Az eredeti város helye, ahol néhány épület maradványait feltárták, ma nyitva áll a nagyközönség számára.

## Képgaléria

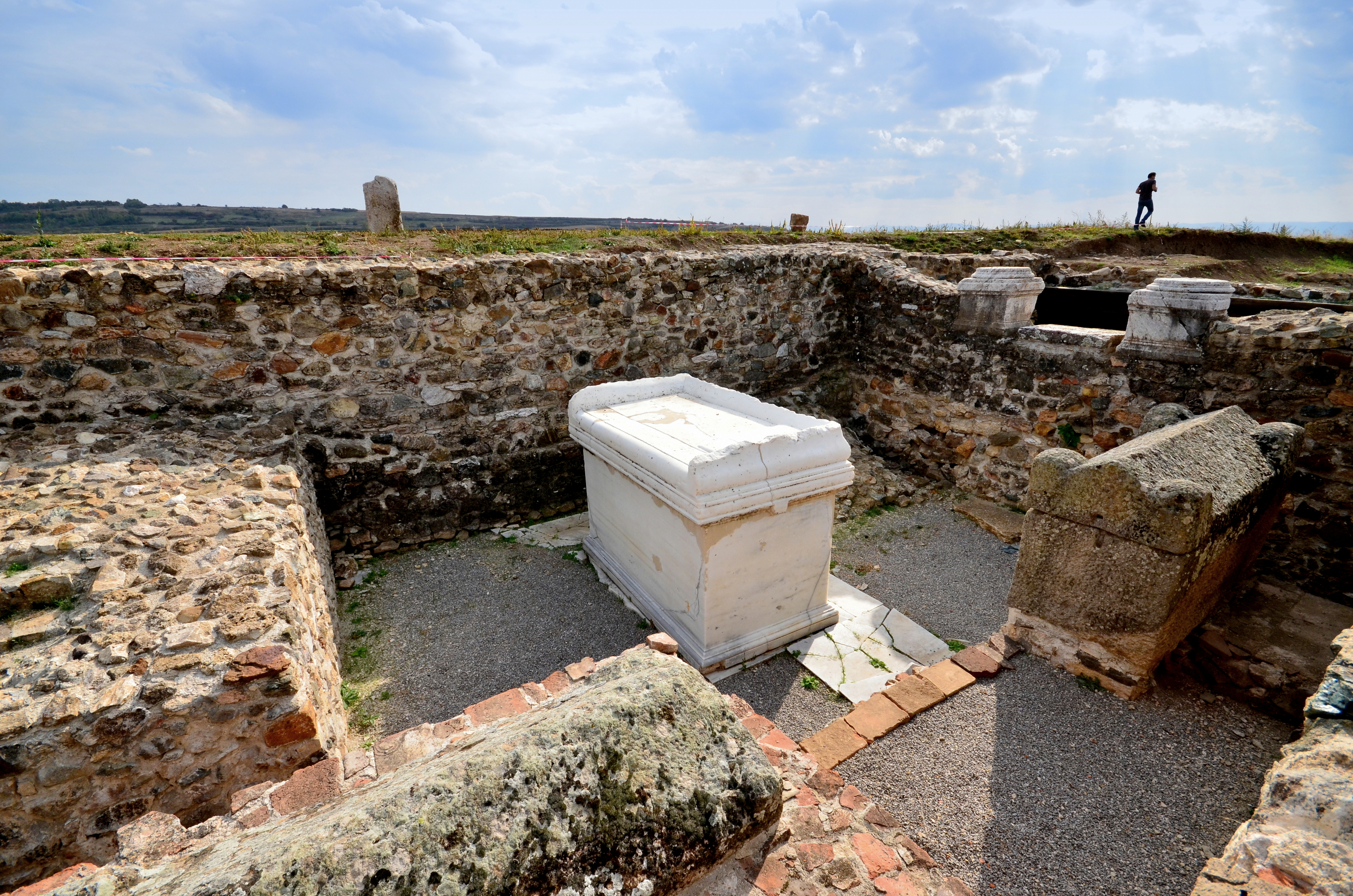
Ulpianai ásatási hely
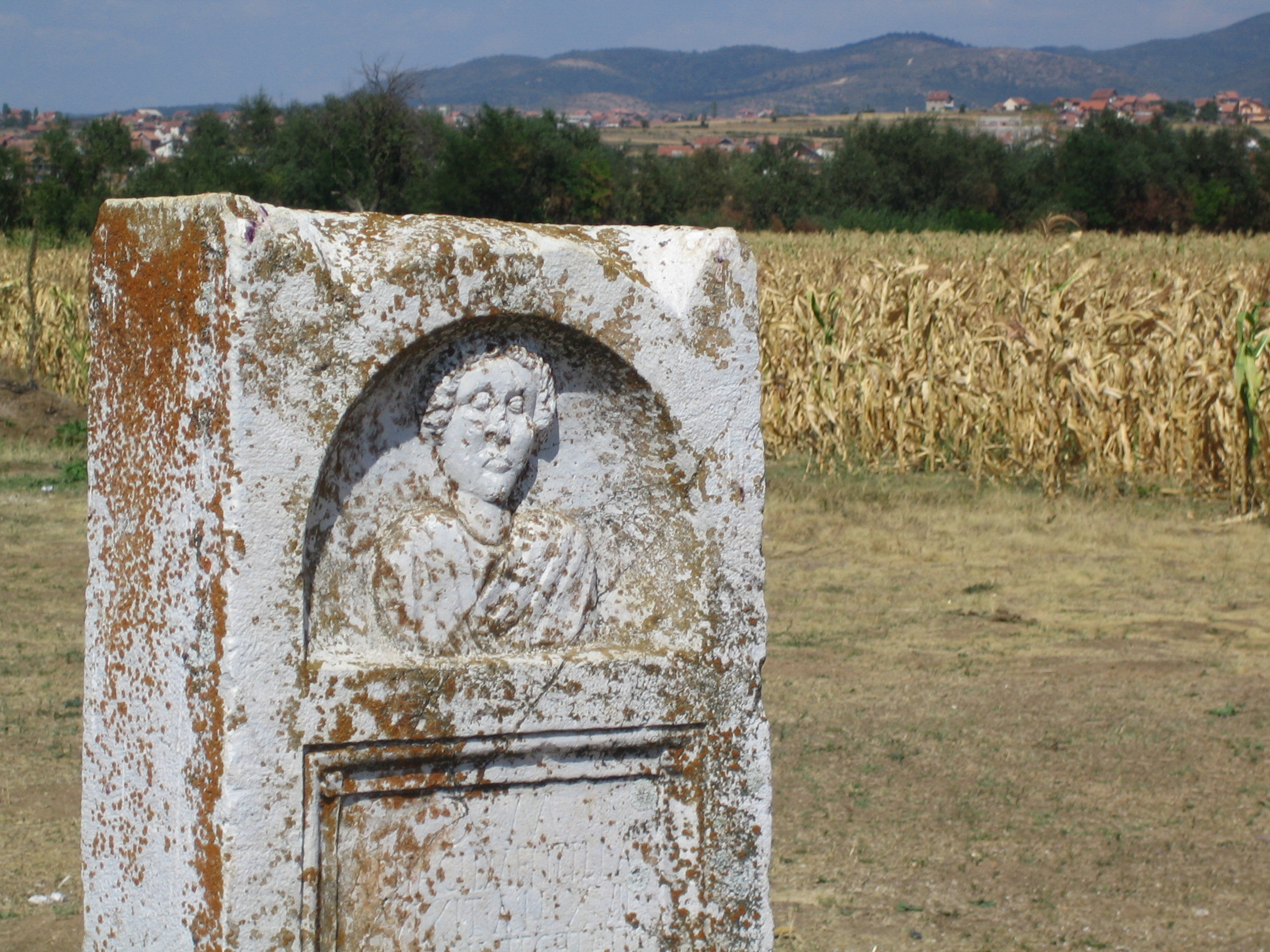
Dombormű
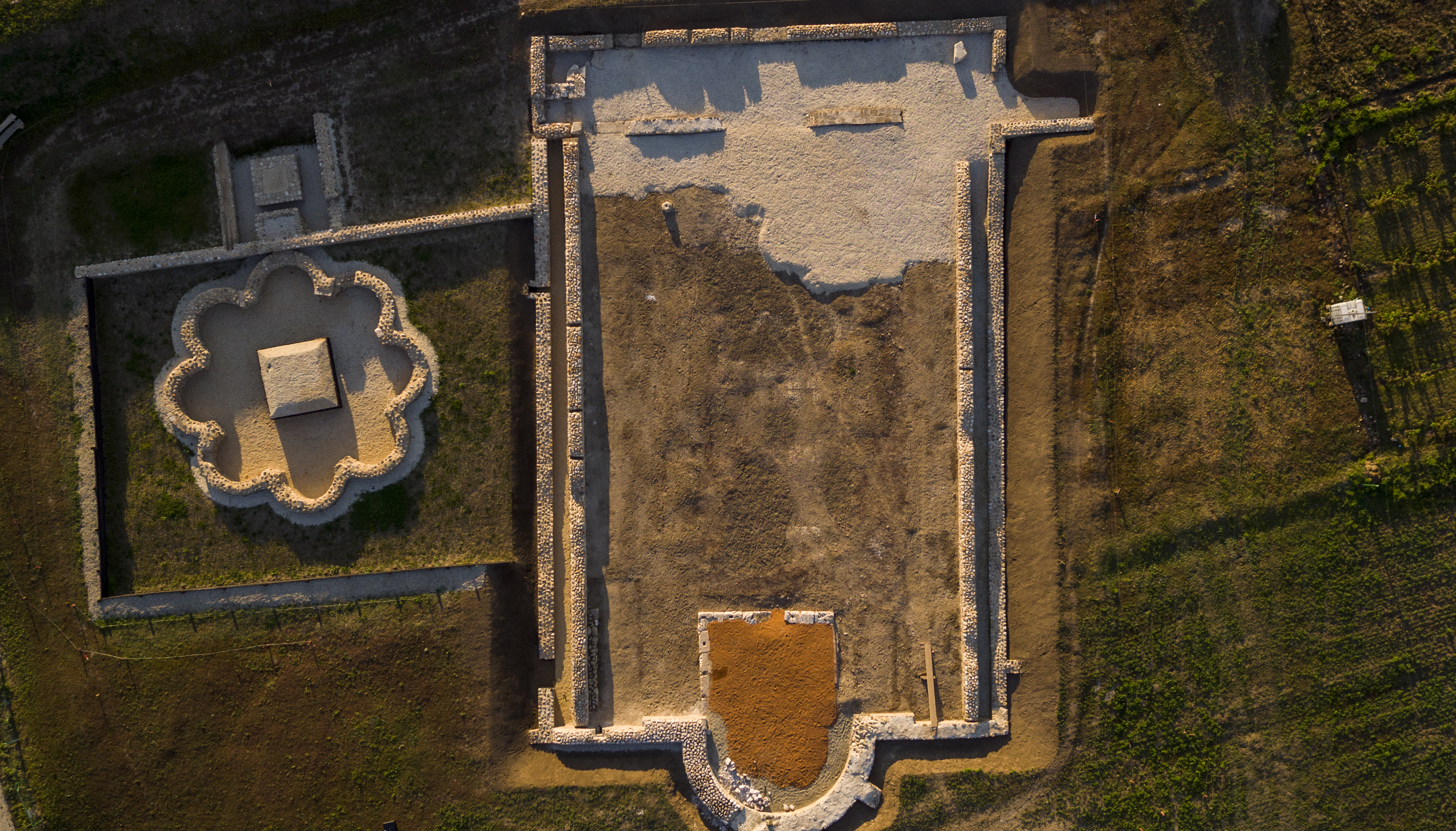
Az egykori bazilika (jobbra) és a keresztelőkápolna (balra) felülnézetből
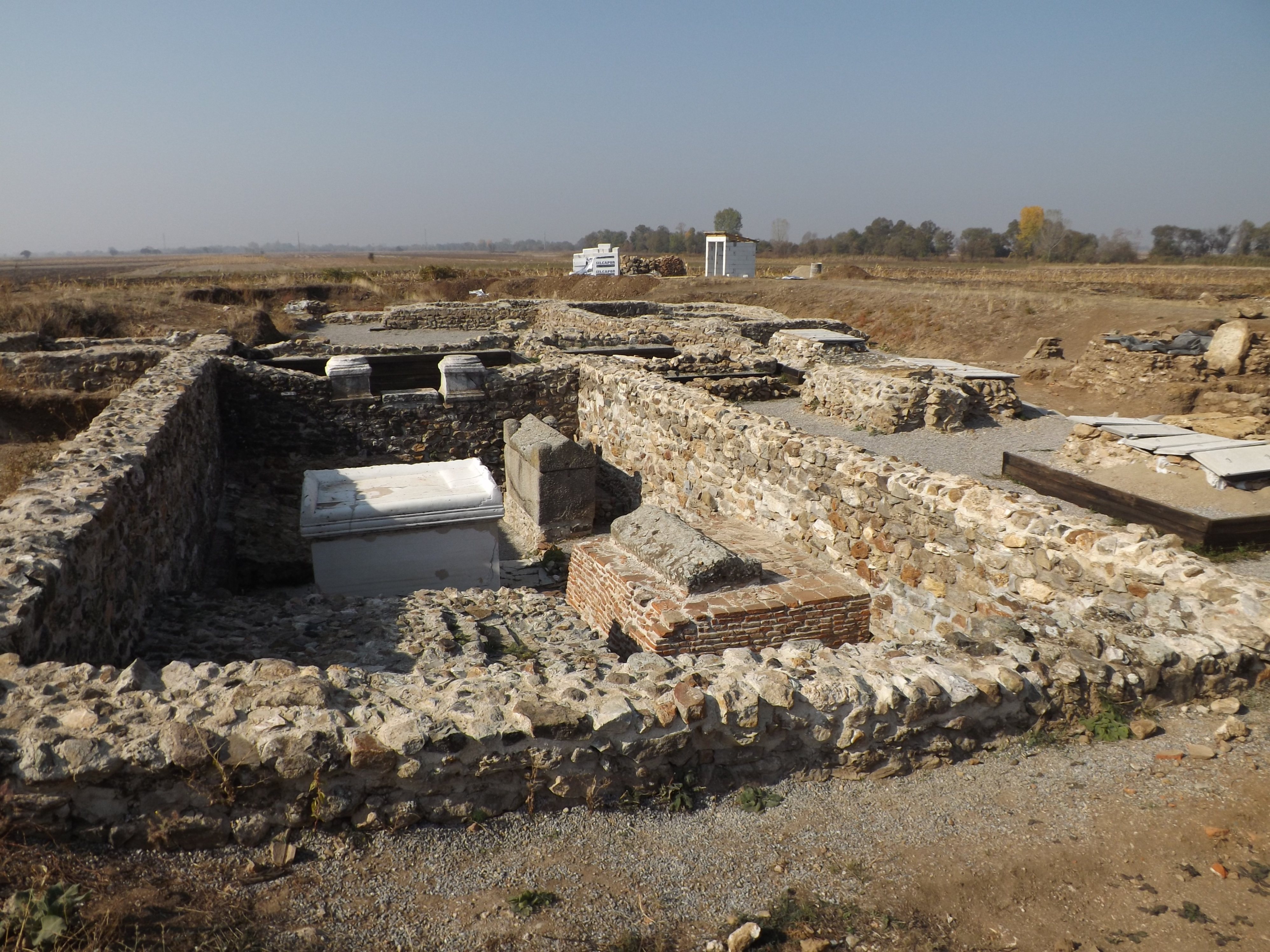
Kilátás az északi nekropoliszra
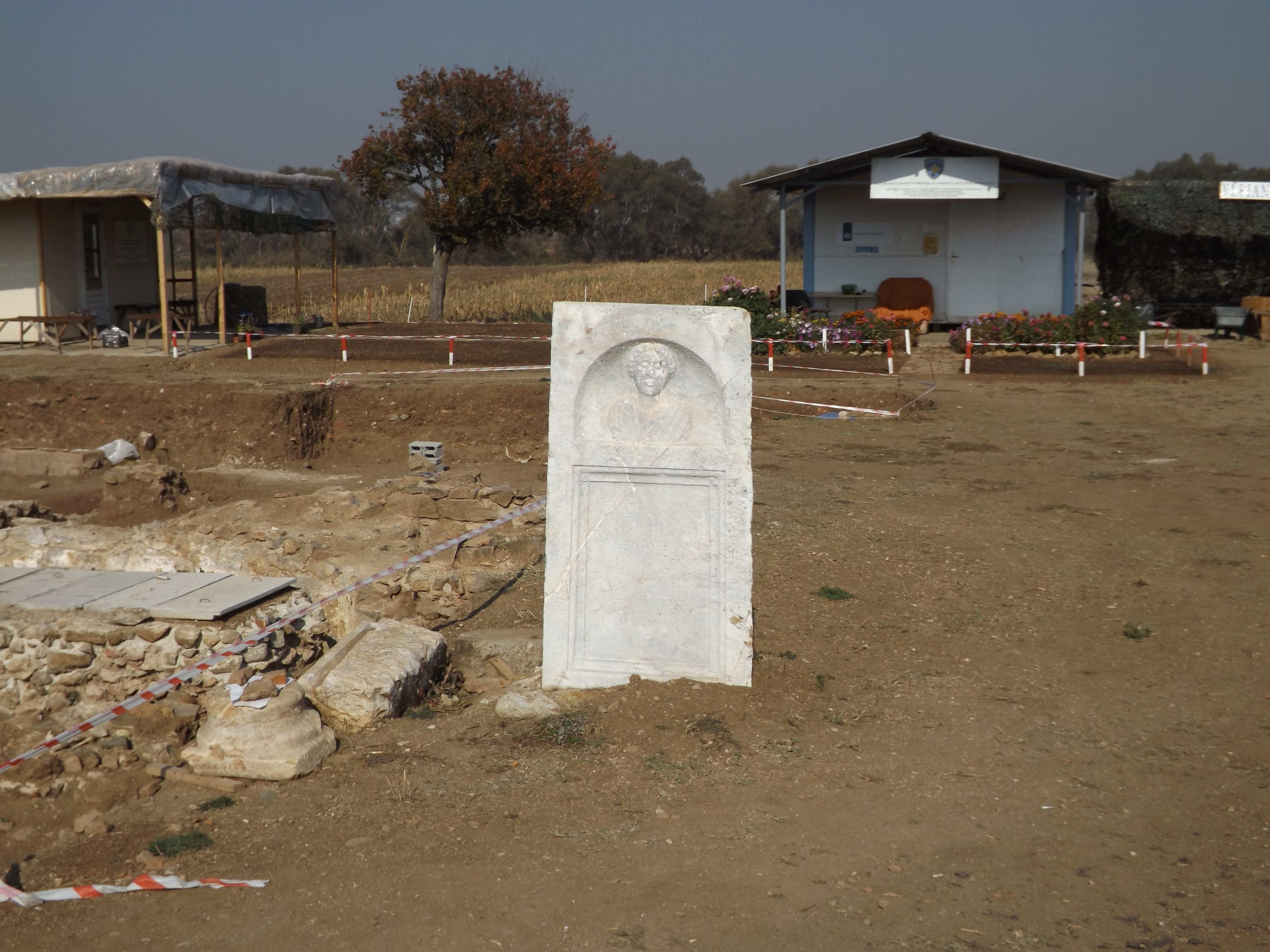
Római kori sztélé az északi nekropoliszban
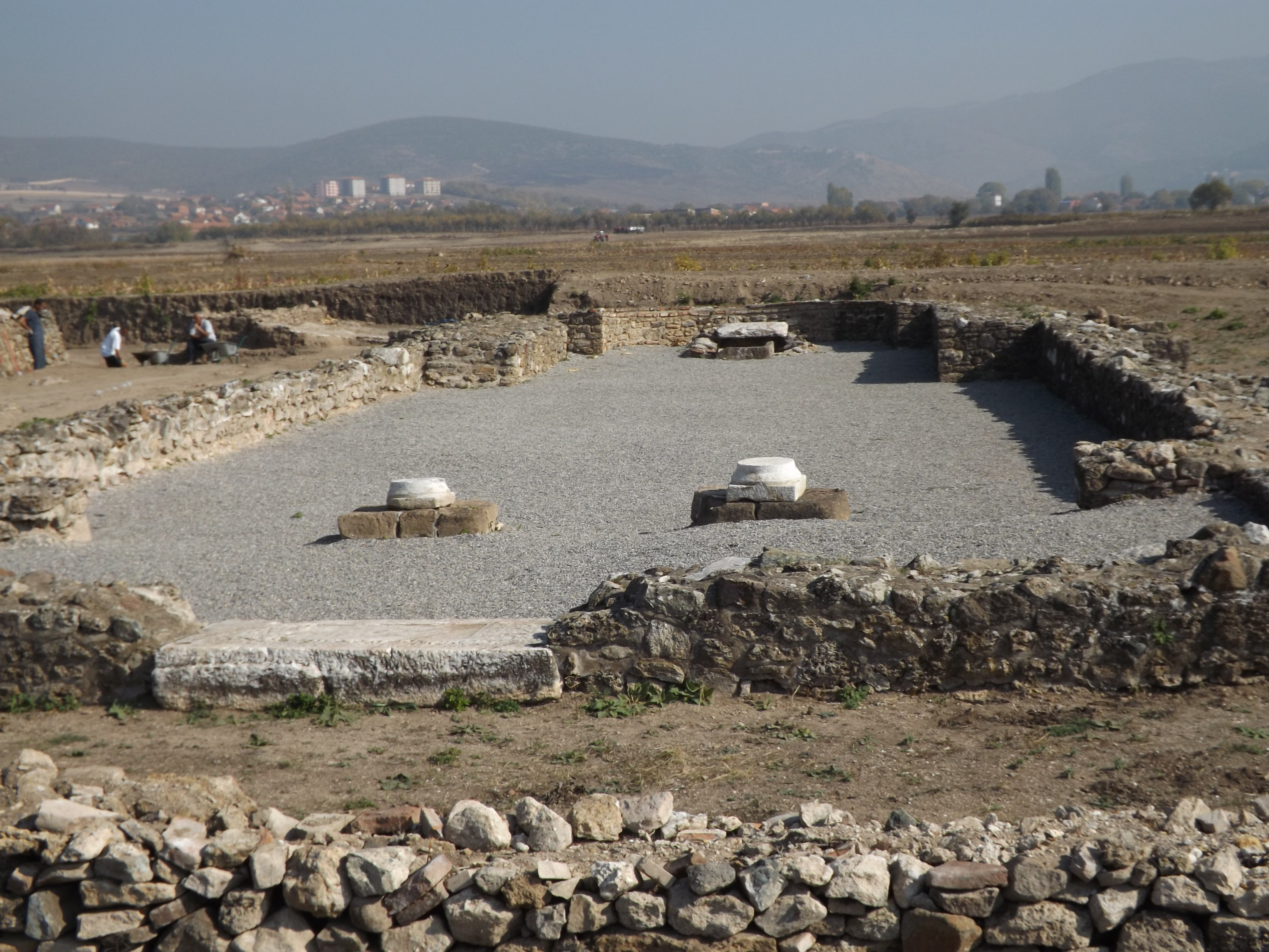
Az egykori bazilika romjai

## Fordítás
- Ez a szócikk részben vagy egészben  az   Ulpiana című cseh Wikipédia-szócikk ezen változatának fordításán alapul.  Az eredeti cikk szerkesztőit annak laptörténete sorolja fel. Ez a jelzés csupán a megfogalmazás eredetét és a szerzői jogokat jelzi, nem szolgál a cikkben szereplő információk forrásmegjelöléseként.